# Linha Marunouchi (Metro de Tóquio)

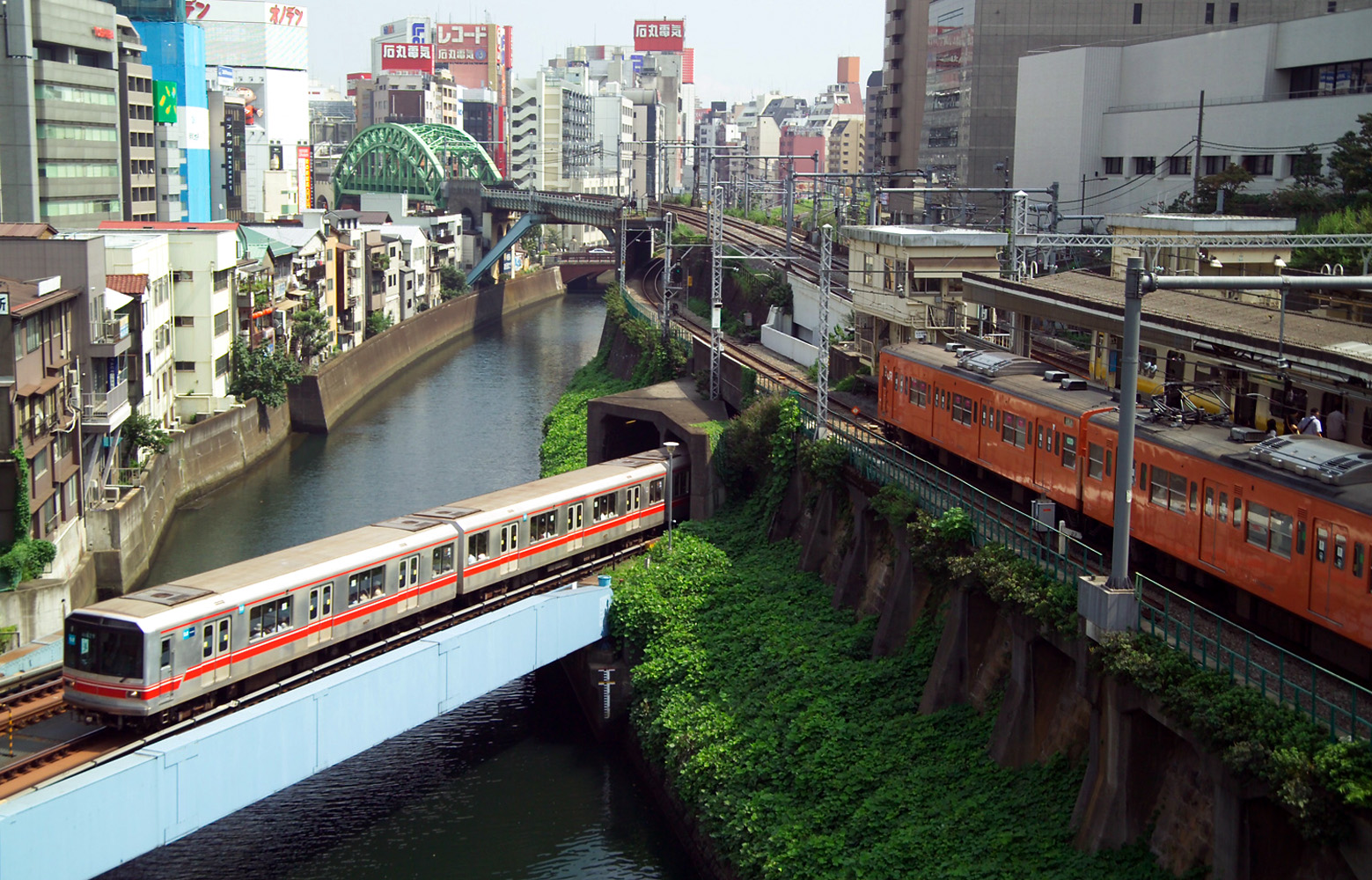
Um trem da linha Marunouchi atravessando o rio Kanda perto da estação Ochanomizu

A Linha Marunouchi (東京地下鉄丸ノ内線, Tōkyō Chikatetsu Marunouchi-sen) é uma linha do Metrô de Tóquio no Japão operada pela rede Tokyo Metro. Ele liga a estação de Ikebukuro à estação de Ogikubo, com um ramo entre as estações de Nakano-Sakaue e Hōnanchō. Com uma extensão de 27,4 km, atravessa Tóquio, do noroeste ao oeste passando pelo centro. Os distritos atravessados são Suginami, Nakano, Shinjuku, Minato, Chiyoda, Chuo, Bunkyo e Toshima. É também conhecida como Linha 4. Nos mapas, a linha é de cor vermelha e identificada pela letra M para o ramal principal e m para o ramal secundário.

## História
A linha Marunouchi foi a segunda linha construída na rede, após a linha Ginza. A primeira seção entre Ikebukuro e Ochanomizu foi inaugurada em 20 de janeiro de 1954. A linha foi então estendido várias vezes entre 1956 e 1964.
Em 20 de março de 1995, a linha foi afetada pelo ataque com gás sarin ao Metrô de Tóquio.

## Características
A linha Marunouchi, como a linha Ginza, utiliza os trilhos de bitola padrão (1435 mm); as outras linhas do metrô de Tóquio utilizam os trilhos de bitola estreita (1067 mm). Além disso como a linha Ginza, os trens são alimentados por um terceiro trilho e não por catenária como o resto da rede.

## Estações
A linha comporta 28 estações, identificadas de M-01 a M-25 e de m-03 a m-05
| Número          | Estação           | Nome japonês | Distância (km) | Correspondências | Distrito |
| --------------- | ----------------- | ------------ | -------------- | --- | -------- |
| Ramo principal  |                   |              |                | |          |
| M-01            | Ogikubo           | 荻窪         | 0              | JR East : Chūō, Chūō-Sōbu                                                                                                  | Suginami |
| M-02            | Minami-Asagaya    | 南阿佐ケ谷   | 1,5            | | Suginami |
| M-03            | Shin-Kōenji       | 新高円寺     | 2,7            | | Suginami |
| M-04            | Higashi-Kōenji    | 東高円寺     | 3,6            | | Suginami |
| M-05            | Shin-Nakano       | 新中野       | 4,6            | | Nakano   |
| M-06            | Nakano-Sakaue     | 中野坂上     | 5,7            | Ramo secundário Toei : Oedo                                                                                                | Nakano   |
| M-07            | Nishi-Shinjuku    | 西新宿       | 6,8            | | Shinjuku |
| M-08            | Shinjuku          | 新宿         | 7,6            | JR East : Chūō, Chūō-Sōbu, Saikyō, Shōnan-Shinjuku, Yamanote Keiō : Keiō, Keiō nova Odakyū : Odawara Toei : Oedo, Shinjuku | Shinjuku |
| M-09            | Shinjuku-sanchōme | 新宿三丁目   | 7,9            | Tokyo Metro : Fukutoshin Toei : Shinjuku                                                                                   | Shinjuku |
| M-10            | Shinjuku-Gyoemmae | 新宿御苑前   | 8,6            | | Shinjuku |
| M-11            | Yotsuya-sanchōme  | 四谷三丁目   | 9,5            | | Shinjuku |
| M-12            | Yotsuya           | 四ツ谷       | 10,5           | Tokyo Metro : Namboku JR East : Chūō, Chūō-Sōbu                                                                            | Shinjuku |
| M-13            | Akasaka-Mitsuke   | 赤坂見附     | 11,8           | Tokyo Metro : Ginza, Namboku (a Nagatachō), Hanzomon (a Nagatachō), Yurakucho (a Nagatachō)                                | Minato   |
| M-14            | Kokkai-gijidōmae  | 国会議事堂前 | 12,7           | Tokyo Metro : Chiyoda, Ginza (a Tameike-Sannō), Namboku (a Tameike-Sannō)                                                  | Chiyoda  |
| M-15            | Kasumigaseki      | 霞ケ関       | 13,4           | Tokyo Metro : Chiyoda, Hibiya                                                                                              | Chiyoda  |
| M-16            | Ginza             | 銀座         | 14,4           | Tokyo Metro : Ginza, Hibiya                                                                                                | Chuo     |
| M-17            | Tokyo             | 東京         | 15,5           | JR Central : Tōkaidō Shinkansen JR East : Tōhoku Shinkansen, Chūō, Keihin-Tōhoku, Keiyō, Sōbu, Tōkaidō, Yokosuka, Yamanote | Chiyoda  |
| M-18            | Ōtemachi          | 大手町       | 16,1           | Tokyo Metro : Chiyoda, Hanzōmon, Tozai Toei : Mita                                                                         | Chiyoda  |
| M-19            | Awajichō          | 淡路町       | 17,0           | Tokyo Metro : Chiyoda (a Shin-Ochanomizu) Toei : Shinjuku (a Ogawamachi)                                                   | Chiyoda  |
| M-20            | Ochanomizu        | 御茶ノ水     | 17,8           | JR East : Chūō, Chūō-Sōbu                                                                                                  | Bunkyo   |
| M-21            | Hongō-sanchōme    | 本郷三丁目   | 18,6           | Toei : Oedo | Bunkyo   |
| M-22            | Kōrakuen          | 後楽園       | 19,4           | Tokyo Metro : Namboku Toei : Mita (a Kasuga), Oedo (a Kasuga)                                                              | Bunkyo   |
| M-23            | Myōgadani         | 茗荷谷       | 21,2           | | Bunkyo   |
| M-24            | Shin-Ōtsuka       | 新大塚       | 22,4           | | Bunkyo   |
| M-25            | Ikebukuro         | 池袋         | 24,2           | Tokyo Metro : Fukutoshin, Yurakucho JR East : Saikyō, Shōnan-Shinjuku, Yamanote Seibu : Ikebukuro Tōbu : Tōjō              | Toshima  |
| Ramo secundário |                   |              |                | |          |
| m-03            | Hōnanchō          | 方南町       | 0              | | Suginami |
| m-04            | Nakano-Fujimichō  | 中野富士見町 | 1,3            | | Nakano   |
| m-05            | Nakano-Shimbashi  | 中野新橋     | 1,9            | | Nakano   |
| M-06            | Nakano-Sakaue     | 中野坂上     | 3,2            | Ramo principal Toei : Oedo                                                                                                 | Nakano   |